# Victor Weisskopf
Victor Frederick (Viki) Weisskopf (Wenen, 19 september 1908 – Newton, 22 april 2002) was een in Oostenrijk geboren Amerikaans theoretisch natuurkundige. Hij voerde postdoctoraal werk uit met fysici als Werner Heisenberg, Erwin Schrödinger, Wolfgang Pauli en Niels Bohr. Gedurende de Tweede Wereldoorlog was hij betrokken bij het Manhattanproject in Los Alamos, later was hij een vurig verdediger van kernwapenbeheersing.

## Biografie
Weisskopf werd geboren in het joodse gezin van Emil en Martha Weisskopf. Hij promoveerde in 1931 in de natuurkunde aan de Universiteit van Göttingen. Later was hij werkzaam bij Bohr in diens Instituut voor Theoretische Fysica te Kopenhagen, waarbij Bohr ook zijn mentor was. Van 1934 tot 1936 was hij werkzaam op de ETH Zürich als assistent van Wolfgang Pauli. Eind jaren 1930 realiseerde hij zich, als jood, dat hij Europa moest verlaten voor het opkomende nationaalsocialisme. Bohr hielp hem bij het zoeken van een universitaire positie in de Verenigde Staten.
In de jaren dertig en veertig van de twintigste eeuw leverde Weisskopf belangrijke bijdragen aan de ontwikkeling van de kwantumtheorie, met name op het gebied van de kwantumelektrodynamica. Een van de weinige dingen waar hij later spijt van had, was zijn onzekerheid over zijn wiskundige kwaliteiten, die hem waarschijnlijk de Nobelprijs heeft gekost, omdat hij zijn bevindingen (die later correct bleken te zijn) over wat nu bekendstaat als de Lambverschuiving niet publiceerde.
Van 1937 tot 1943 was hij hoogleraar natuurkunde aan de Universiteit van Rochester. In 1943 werd hij Amerikaans staatsburger. Na de Tweede Wereldoorlog trad hij toe tot de faculteit natuurkunde van het Massachusetts Institute of Technology, om uiteindelijk hoofd ervan te worden. Verder was hij mede-oprichter en bestuurslid van de Union of Concerned Scientists en diende als directeur-generaal van CERN van 1961 tot 1965. Daarnaast was hij president van de American Physical Society in 1960/61 en president van de American Academy of Arts and Sciences van 1976 tot 1979.

## Erkenning
In 1956 werd Weisskopf onderscheiden met de Max Planck-medaille, alsmede met de Prix mondial Cino Del Duca in 1972, de Oersted-medaille (1976), de National Medal of Science (1980), de Wolfprijs (1981), de Albert Einsteinmedaille (1984), de Enrico Fermi-prijs (1988) en de Public Welfare Medal van de National Academy of Sciences (1991). Hij werd in 1975 door Paus Paulus VI benoemd tot het zeventigman tellende Pauselijke Academie voor de Wetenschappen en in 1981 leidde hij een team van vier wetenschappers gestuurd door Paus Johannes Paulus II om te praten met president Ronald Reagan over de noodzaak om het gebruik van kernwapens te verbieden.